# Mariona García
Mariona García (13 de marzo de 2000) es una deportista de España que compite en atletismo. Ganó una medalla de bronce en el Campeonato Europeo de Atletismo Sub-20 de 2019, en la prueba de 10 km marcha.